# Attilio Sorbi
Attilio Sorbi (Cortona, 7 febbraio 1959) è un allenatore di calcio ed ex calciatore italiano, di ruolo centrocampista.

## Carriera

### Giocatore
Esordisce nel Montevarchi nel 1977, per poi passare alla Ternana in Serie B due anni dopo. Nella stagione 1980-1981 fa il suo esordio in Serie A con la Roma di Nils Liedholm; nella stessa annata, subisce un serio infortunio che lo tiene lontano dai campi di gioco per sei mesi.
L'anno successivo si trasferisce al Pisa, dove conquista la promozione in Serie A. In nerazzurro resta fino al 1984, dopodiché veste le maglie di Padova e Bologna in Serie B.
Nel 1987 scende in Serie C2 per giocare con il Venezia, ottenendo la promozione in Serie C1. Chiusa questa esperienza, milita nella Cavese e nella Battipagliese, ritirandosi nel 1994 con la Rondinella.

### Allenatore
Inizia la carriera da allenatore nel 1994 allenando la Sangiovannese, restandovi per tre anni. In seguito allena l'Olbia (1997-99), il Montevarchi (1999-2000), l'Sestese (2001-02), la Primavera del Perugia (2003-04), di nuovo l'Olbia (2004-06) e il Portogruaro (2006-2007).
Nel 2008 diventa docente nella scuola per allenatori della FIGC. Dal 2017 al 2019 è stato il vice allenatore di Milena Bertolini alla guida della nazionale italiana femminile, prendendo parte al campionato mondiale 2019 in Francia.
Il 23 luglio 2019 viene annunciato come nuovo allenatore dell'Inter femminile, neopromossa in Serie A. Nella prima stagione la squadra conclude al settimo posto in campionato e viene eliminata agli ottavi di finale di Coppa Italia dal Milan. Nella seconda annata le nerazzurre chiudono ottave in Serie A e vengono estromesse in semifinale nella coppa nazionale, ancora una volta per mano del Milan. Dopo due stagioni, il 16 giugno 2021 il club comunica di aver trovato l'accordo per la risoluzione del contratto.
Nel 2023 viene inserito tra gli eletti della Hall of fame dell'Aquila Montevarchi

## Statistiche Allenatore

### Calcio maschile
Statistiche aggiornate al 15 gennaio 2022.
| Stagione             | Squadra              | Campionato           | Campionato | Campionato | Campionato | Campionato | Coppe nazionali | Coppe nazionali | Coppe nazionali | Coppe nazionali | Coppe nazionali | Coppe continentali | Coppe continentali | Coppe continentali | Coppe continentali | Coppe continentali | Altre coppe | Altre coppe | Altre coppe | Altre coppe | Altre coppe | Totale | Totale | Totale | Totale | % Vittorie | Piazzamento |
| Stagione             | Squadra              | Comp                 | G          | V          | N          | P          | Comp            | G               | V               | N               | P               | Comp               | G                  | V                  | N                  | P                  | Comp        | G           | V           | N           | P           | G      | V      | N      | P      | %          | Piazzamento |
| -------------------- | -------------------- | -------------------- | ---------- | ---------- | ---------- | ---------- | --------------- | --------------- | --------------- | --------------- | --------------- | ------------------ | ------------------ | ------------------ | ------------------ | ------------------ | ----------- | ----------- | ----------- | ----------- | ----------- | ------ | ------ | ------ | ------ | ---------- | ----------- |
| 1994-1995            | Sangiovannese        | CND                  | 34         | 11         | 13         | 10         | -               | -               | -               | -               | -               | -                  | -                  | -                  | -                  | -                  | -           | -           | -           | -           | -           | 34     | 11     | 13     | 10     | 32,35      | 10°         |
| 1995-1996            | CND                  | 34+5                 | 17+4       | 13         | 4+1        | -          | -               | -               | -               | -               | -               | -                  | -                  | -                  | -                  | -                  | -           | -           | -           | -           | 39          | 21     | 13     | 5      | 53,85  | 2°         |             |
| 1996-1997            | CND                  | 34                   | 19         | 11         | 4          | -          | -               | -               | -               | -               | -               | -                  | -                  | -                  | -                  | -                  | -           | -           | -           | -           | 34          | 19     | 11     | 4      | 55,88  | 2°         |             |
| Totale Sangiovannese | Totale Sangiovannese | Totale Sangiovannese | 107        | 51         | 37         | 19         |                 | -               | -               | -               | -               |                    | -                  | -                  | -                  | -                  |             | -           | -           | -           | -           | 107    | 51     | 37     | 19     | 47,66      |             |
| 1997-1998            | Olbia                | C2                   | 34         | 8          | 12         | 14         | CI-C            | 4               | 1               | 0               | 3               | -                  | -                  | -                  | -                  | -                  | -           | -           | -           | -           | -           | 38     | 9      | 12     | 17     | 23,68      | 18° (retr.) |
| 1998-1999            | CND                  | 34                   | 10         | 8          | 16         | -          | -               | -               | -               | -               | -               | -                  | -                  | -                  | -                  | -                  | -           | -           | -           | -           | 34          | 10     | 8      | 16     | 29,41  | 12°        |             |
| 1999-2000            | Montevarchi          | C1                   | 8          | 0          | 5          | 3          | CI-C            | 6               | 3               | 2               | 1               | -                  | -                  | -                  | -                  | -                  | -           | -           | -           | -           | -           | 14     | 3      | 7      | 4      | 21,43      | Eson.       |
| 2001-2002            | Sestese              | D                    | 34         | 9          | 13         | 12         | CI-D            | 2               | 0               | 2               | 0               | -                  | -                  | -                  | -                  | -                  | -           | -           | -           | -           | -           | 36     | 9      | 15     | 12     | 25,00      | 16° (retr.) |
| 2004-2005            | Olbia                | C2                   | 20         | 6          | 9          | 5          | CI-C            | -               | -               | -               | -               | -                  | -                  | -                  | -                  | -                  | -           | -           | -           | -           | -           | 20     | 6      | 9      | 5      | 30,00      | Sub., 12°   |
| 2005-2006            | Olbia                | C2                   | 34+2       | 6+1        | 12+1       | 16         | CI-C            | 4               | 1               | 1               | 2               | -                  | -                  | -                  | -                  | -                  | -           | -           | -           | -           | -           | 40     | 8      | 14     | 18     | 20,00      | 17°         |
| Totale Olbia         | Totale Olbia         | Totale Olbia         | 124        | 31         | 42         | 51         |                 | 8               | 2               | 1               | 5               |                    | -                  | -                  | -                  | -                  |             | -           | -           | -           | -           | 132    | 33     | 43     | 56     | 25,00      |             |
| 2006-2007            | Portogruaro          | C2                   | 6+2        | 4          | 2+2        | 0          | CI-C            | -               | -               | -               | -               | -                  | -                  | -                  | -                  | -                  | -           | -           | -           | -           | -           | 8      | 4      | 4      | 0      | 50,00      | Sub., 15°   |
| Totale carriera      | Totale carriera      | Totale carriera      | 281        | 95         | 101        | 85         |                 | 16              | 5               | 5               | 6               |                    | -                  | -                  | -                  | -                  |             | -           | -           | -           | -           | 297    | 100    | 106    | 91     | 33,67      |             |

### Calcio femminile
Statistiche aggiornate al 15 gennaio 2022.
| Stagione        | Squadra         | Campionato      | Campionato | Campionato | Campionato | Campionato | Coppe nazionali | Coppe nazionali | Coppe nazionali | Coppe nazionali | Coppe nazionali | Coppe continentali | Coppe continentali | Coppe continentali | Coppe continentali | Coppe continentali | Altre coppe | Altre coppe | Altre coppe | Altre coppe | Altre coppe | Totale | Totale | Totale | Totale | % Vittorie | Piazzamento |
| Stagione        | Squadra         | Comp            | G          | V          | N          | P          | Comp            | G               | V               | N               | P               | Comp               | G                  | V                  | N                  | P                  | Comp        | G           | V           | N           | P           | G      | V      | N      | P      | %          | Piazzamento |
| --------------- | --------------- | --------------- | ---------- | ---------- | ---------- | ---------- | --------------- | --------------- | --------------- | --------------- | --------------- | ------------------ | ------------------ | ------------------ | ------------------ | ------------------ | ----------- | ----------- | ----------- | ----------- | ----------- | ------ | ------ | ------ | ------ | ---------- | ----------- |
| 2019-2020       | Inter           | A               | 16         | 5          | 4          | 7          | CI              | 1               | 0               | 0               | 1               | -                  | -                  | -                  | -                  | -                  | -           | -           | -           | -           | -           | 17     | 5      | 4      | 8      | 29,41      | 7°          |
| 2020-2021       | Inter           | A               | 22         | 7          | 4          | 11         | CI              | 6               | 3               | 1               | 2               | -                  | -                  | -                  | -                  | -                  | -           | -           | -           | -           | -           | 28     | 10     | 5      | 13     | 35,71      | 8º          |
| Totale carriera | Totale carriera | Totale carriera | 38         | 12         | 8          | 18         |                 | 7               | 3               | 1               | 3               |                    |                    |                    |                    |                    |             |             |             |             |             | 45     | 15     | 9      | 21     | 33,33      |             |

## Palmarès

### Giocatore
- Coppa Italia: 1

Roma: 1980-1981